# René Englebert
Pour les articles homonymes, voir Englebert.
René Englebert était un tireur sportif belge.

## Biographie
René Englebert est sacré champion du monde du tir au pistolet à 50 mètres par équipes en 1905 à Bruxelles et en 1906 à Milan.
Englebert participe aux Jeux olympiques de 1908 à Londres et remporte la médaille d'argent pour l'épreuve du 50m pistolet d'ordonnance, par équipes, pour le tir, ; le 11 juillet 1908. Il est accompagné pour cette épreuve par Charles Paumier du Verger, Réginald Storms et Paul van Asbroeck.